# Davide Carbonaro

Wappen von Davide Carbonaro

Davide Carbonaro OMD (* 1. Januar 1967 in Rosolini, Provinz Syrakus) ist ein italienischer römisch-katholischer Ordensgeistlicher und ernannter Erzbischof von Potenza-Muro Lucano-Marsico Nuovo.

## Leben
Davide Carbonaro trat der Ordensgemeinschaft der Regularkleriker von der Mutter Gottes bei und legte am 18. September 1988 die erste Profess ab. Anschließend studierte er Philosophie und Katholische Theologie an der Päpstlichen Universität Gregoriana in Rom. Nach weiterführenden Studien erlangte er dort ein Lizenziat im Fach Biblische Theologie. Zudem absolvierte er einen Kurs über Selig- und Heiligsprechungsverfahren an der Kongregation für die Selig- und Heiligsprechungsprozesse. Er legte am 2. Februar 1992 die feierliche Profess ab und empfing am 3. Oktober desselben Jahres in der Kirche Santa Maria in Campitelli in Rom das Sakrament der Priesterweihe.
Carbonaro war nach der Priesterweihe von 1993 bis 1995 als Verantwortlicher für die Berufungspastoral am Zentrum für Berufungs- und Jugendpastoral der Regularkleriker von der Mutter Gottes in Neapel tätig, bevor er Pfarrer der Pfarrei Santa Maria in Portico in Campitelli in Rom wurde. Zusätzlich war er von 1997 bis 2004 für die Jugendpastoral im Settore Centro des Bistums Rom verantwortlich und von 2001 bis 2004 fungierte er auch als Rektor des ordenseigenen Kollegs. Von 2004 bis 2007 wirkte Carbonaro als Pfarrvikar der Pfarrei San Giovanni Leonardi in Rom und als Rektor der Casa di San Giovanni Leonardi. Zudem gehörte er von 1999 bis 2006 der Diözesankommission für die Ökumene und den interreligiösen Dialog an. Von 2010 bis 2016 war er Mitglied des Generalrats und Generalsekretär der Regularkleriker von der Mutter Gottes sowie erneut Pfarrer der Pfarrei Santa Maria in Portico in Campitelli. Außerdem fungierte er von 2010 bis 2017 als Rektor des ordenseigenen internationalen Studienhauses in Rom. Ab 2020 wirkte Carbonaro abermals als Pfarrer der Pfarrei Santa Maria in Portico in Campitelli und als Präfekt der Prefettura II des Bistums Rom. Ferner war er bereits ab 2004 als Generalarchivar und als Generalpostulator sowie als Sekretär des Studienzentrums seiner Ordensgemeinschaft tätig. Darüber hinaus gehörte er ab 2015 dem Priesterrat des Bistums Rom an und fungierte ab 2017 als geistlicher Assistent der Katholischen Arbeitnehmer-Bewegung (ACLI) in Rom. Daneben war Carbonaro ab 2020 Postulator an der Kongregation für die Selig- und Heiligsprechungsprozesse (später Dikasterium für die Selig- und Heiligsprechungsprozesse) und lehrte an der Schola Puerorum des Chors der Sixtinischen Kapelle.
Am 2. Februar 2024 ernannte ihn Papst Franziskus zum Erzbischof von Potenza-Muro Lucano-Marsico Nuovo.